# ليربورك (زيلايي)
لیربورك (بالفارسية: لیربورک) هي قرية تقع في إيران في قسم زیلایی الريفي. يقدر عدد سكانها بـ 55 نسمة بحسب إحصاء 2016.